# Piława (dopływ Bystrzycy)
Piława (niem. Peile) – rzeka, prawy dopływ Bystrzycy o długości 45,36 km.
Rzeka płynie w województwie dolnośląskim. Jej źródło znajduje się na wzgórzu koło wioski Kluczowa w powiecie ząbkowickim. Niemal od początku swego biegu aż do wioski Grodziszcze płynie przez tereny zabudowane. Są to: Piława Górna, Piława Dolna, Dzierżoniów, Nowizna, Mościsko i Grodziszcze. Od okolic Krzyżowej do Pszenna rzeka meandruje. Uchodzi na północ od Świdnicy, w miejscowości Wiśniowa.
W przeszłości rzeka stanowiła ściek odprowadzający nieczystości z miast i fabryk włókienniczych tego terenu. Największym trucicielem wód Piławy były nieistniejące już bielawskie zakłady włókiennicze „Bielbaw”. Oczyszczalnia ścieków zbudowana w pobliżu Dzierżoniowa bardzo poprawiła stan rzeki. Pojawiły się nawet ryby. Dominującymi gatunkami są kiełb, kleń, płoć, okoń. Ostatnie badania stanu wód z 2007 roku wskazują, że rzeka posiada IV klasę jakości. Głównie przez zbyt dużą zawartość bakterii coli. Wpływ na to ma niedostateczne oczyszczenie ścieków odprowadzanych do rzeki.